# NeXT Computer
NeXT Software, Inc — американська комп'ютерна компанія, яка розробляла і виробляла графічні робочі станції, призначені для ВНЗ та бізнесу. NeXT була заснована 1985 року співзасновником Apple, Стівом Джобсом після його відходу з посади з Apple. NeXT представила перший NeXT Computer 1988 року та зменшену наступну станцію 1990 року.
Продажі були відносно обмежені, відвантаження пристроїв в цілому склали приблизно 50 тис. одиниць. Тим не менше, їх об'єктно-орієнтована операційна система NeXTSTEP та її інструменти для розробки мали великий вплив на ринку.
Пізніше NeXT створила стандарт прикладного програмування, названий OpenStep. 1993 року NeXT пішла з бізнесу апаратних засобів, щоб сконцентруватися на маркетингу OpenStep для декількох OEM. Також NeXT розробляла WebObjects, один з перших вебфреймворків. Він мав високу початкову ціну в 50 000 доларів і ніколи не був дуже популярний, але залишається одним з ранніх прикладів вебсерверів з динамічним генеруванням сторінок.
Apple купила NeXT 20 грудня 1996 року за 429 млн доларів. Внаслідок цього більша частина нинішньої Mac OS X заснована на OPENSTEP (конкретної реалізації OpenStep). WebObjects в наш час[коли?] поширюються разом з Mac OS X Server і Xcode.

## Історія
Після того як Стів Джобс пішов з Apple він вклав 7 млн доларів на заснування нової компанії. Як голова, Джобс відвідував університетські відділення та членів факультетів для поліпшення продажів Макінтошів. Джобс зустрівся з Полем Бергом, володарем Нобелівської премії з хімії, щоб під час ленчу віддати данину поваги Франсуа Міттерану, у той час обіймав посаду президента Франції.
Берг був засмучений витратою на навчання студентів рекомбінації ДНК за підручниками замість використання мокрих лабораторій, які використовуються для тестування і аналізу хімікатів, наркотиків та інших матеріалів або біологічних речовин.
Мокрі лабораторії були непростимо дороги для низькорівневих курсів, які були занадто складні, щоб бути емульованими персональними комп'ютерами того часу. Берг дав Джобсу ідею, за допомогою якої, Джобс, використовуючи свій вплив в Apple, створив робочі станції «3М» для вищої освіти. Ця робоча станції мала більше мегабайта оперативної пам'яті, мегапіксельний дисплей і продуктивність в один мегафлоп (звідси і назва «3М»). Джобс був заінтригований концептом берговської робочої станції і почав думати про створення комп'ютерної фірми для вищої освіти восени 1985 року. Команда розробників Джобса більше не випускала оновлених версій Macintosh і більшої частини Macintosh Office. Як результат, продажі різко впали вниз і Apple, була змушена списати мільйони доларів на нерозпродане майно. Голова ради директорів Apple, Джон Скаллі (англ. Джон Скаллі) витіснив Джобса з його повсякденної ролі в Apple, замінивши його Жаном-Луї Гассе в 1985 році.
Пізніше, в цьому ж році, Джобс почав боротьбу за відновлення контролю над компанією. Рада директорів примкнула до Скаллі, в той час як Джобс відвідав з робочим візитом Західну Європу і Радянський Союз від імені Apple. Через кілька місяців після відтискування на другий план в Apple, Джобс покірно пішов у відставку у п'ятницю, 13 вересня 1985 року. Він сказав раді директорів, що йде, щоб заснувати нову комп'ютерну компанію і що забере із собою кількох службовців з команди розробки SuperMicro. Також він сказав правлінню, що його нова компанія не буде змагатися з Apple, і може навіть розглянути ліцензування його проектів на ринку під маркою Macintosh. Джобс зібрав службовців за наймом розробників Apple, Бада Трібла, Джоржда Кроу, Сьюзен Барнс, Сьюзен Кер і Деніла Левіна і назвав свою нову компанію NeXT, Inc. Після консультацій з головними покупцями в освіті по всій країні (включаючи Поля Берґа), були створені попередні специфікації робочої станції. Вона була спроектована досить потужною, щоб на ній можна було запустити емулятор «мокрої лабораторії» і досить дешевою, щоб її могли використовувати студенти в гуртожитку. До того, як специфікації були завершені, Apple звинуватила NeXT у використанні «нечесних схем», щоб використовувати в своїх інтересах інформацію співзасновників. Джобс зробив зауваження: «Дивно, що компанія, що коштує 2 мільярди доларів зі штатом з понад 4300 осіб не може розібратися з шістьма людьми в блакитних джинсах». Зрештою позов був відхилений у судовому порядку.
У 1986 році Джобс найняв знаменитого графічного дизайнера Поля Ренда (англ. Paul Rand), щоб створити образ торгової марки, що коштує 100 тис. доларів. Ренд створив 100-сторінкову брошуру, яка описує бренд, що показує під певним кутом зору (28°), логотип компанії під назвою NeXT. Перші великі зовнішні інвестиції надійшли від Роса Перо, американського бізнесмена з Техасу. Перо вперше побачив службовців NeXT і Джобса в телевізійному шоу «Підприємці». У 1987 році він інвестував 20 мільйонів доларів в обмін на 16 % акцій NeXT, тим самим оцінивши її в 125 мільйонів доларів. Згодом, в 1988 році, він приєднався до ради директорів.

## 1985—1996

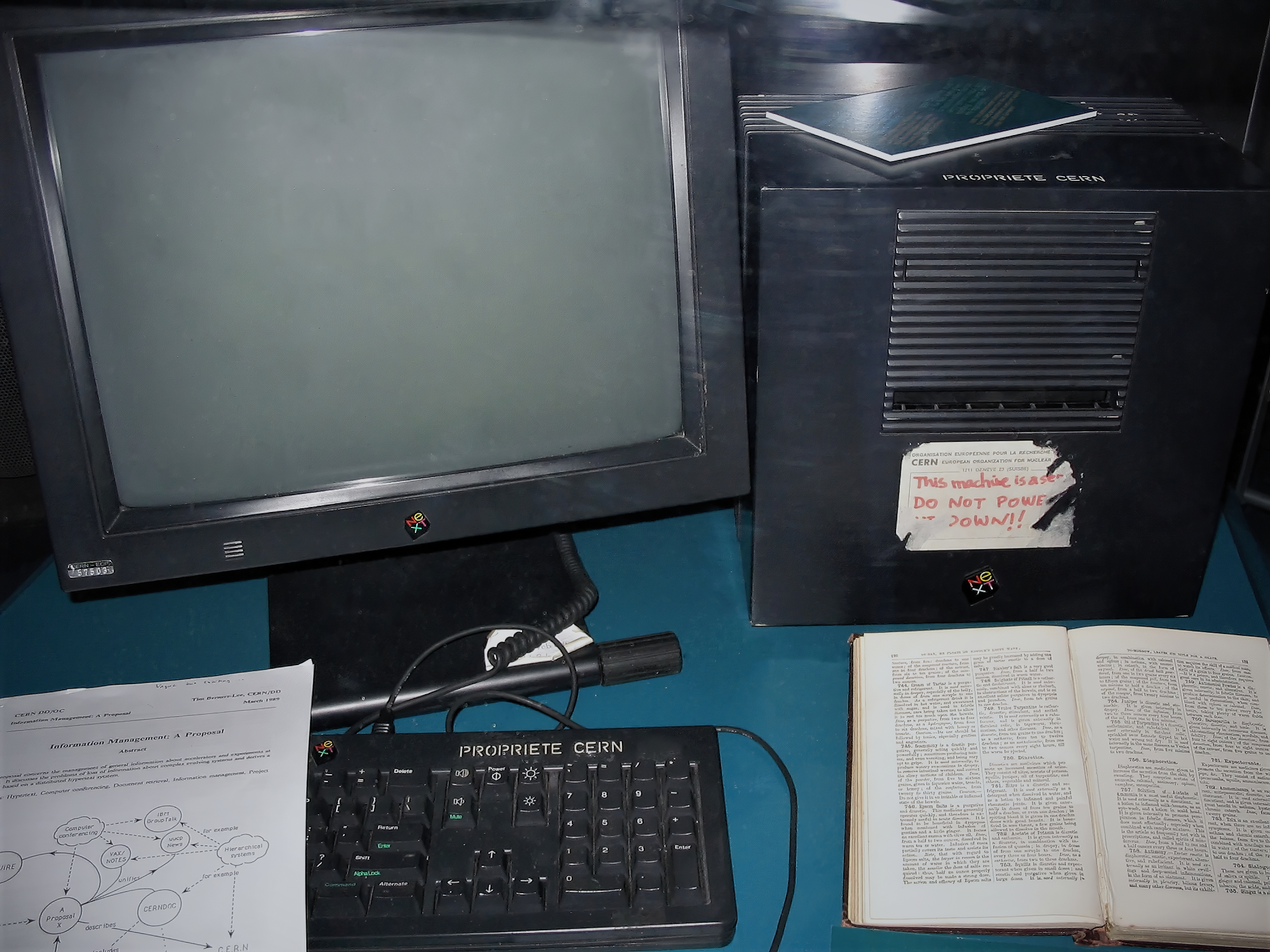
Оригінальний NeXT Computer першого покоління. Використовувався Тімом Бернсом-Лі в CERN в якості першого web-сервера.

NeXT змінила свій бізнес-план в середині 1986 року. Компанія рішуче взялася за розробку як апаратного, так і програмного забезпечення, замість того, щоб просто розробити дешеву робочу станцію. Лідер команди Аветис Теваньян, що прийшов в компанію після роботи над ядром Маха в університеті Карнегі, розробив операційну систему NeXTSTEP. Підрозділ апаратного забезпечення, очолюваний Річем Пейджем, одним із співзасновників, до цього очолював команду розробників Apple Lisa, спроектував і створив апаратне забезпечення. Перша фабрика NeXT була побудована в Фелмонті, штат Каліфорнія в 1987 році. Вона дозволяла випускати по 150 тис. машин на рік. Перша робоча станція офіційно називалася NeXT Computer, також вона широко була відома як «кубик», так як її характерною рисою був корпус з магнієвого сплаву розміром 1 × 1 × 1 фут.
Прототипи робочих станцій були зустрінуті бурхливими оплесками 12 жовтня 1988. Перші машини були протестовані в 1989 році, після чого NeXT початку їх продавати обмеженими тиражами університетам з передвстановленою бета-версією своєї операційної системи NeXTSTEP. Комп'ютери були націлені виключно на задоволення потреб вищої освіти, базова ціна склала 6500 доларів.
Комп'ютери широко висвітлювалися в журналах, в основному концентруються на апаратному забезпеченні. Коли Джобса запитали що було б, якщо дебют комп'ютера запізнився на кілька місяців, він відповів: «Спізнився? Цей комп'ютер випередив час на 5 років!»
Базувався комп'ютер на основі нового 25-мегагерцового центрального процесора Motorola 68030. Цей CISC-процесор був оригінально спроектований, але їх було надто мало. Крім цього, до складу входили від 8 до 64 Мб оперативної пам'яті, магнітооптичний диск на 256 Мб, і жорсткий диск розміром 40 (тільки для файлу підкачки), 330 або 660 Мб, Ethernet 10BASE2, NuBus і 17-дюймовий монохромний (тільки відтінки сірого) монітор з роздільною здатністю 1120 × 832 пікселів. Для порівняння, типова для 1989 конфігурація персонального комп'ютера включала від 640 Кб до 4 Мб ОЗП, процесор — 8086, 8088, 286 або 386, 16-кольоровий дисплей з роздільною здатністю 640 × 350 або монохромний з роздільною здатністю 720 × 348, жорсткий диск від 10 до 20 Мб і деякі мережеві можливості.
Магнітооптичні диски вироблялися компанією Canon і використовувалися як основний пристрій для зберігання даних. Ці драйви були відносно нові в магазинах і NeXT був першим комп'ютером, що їх використав. Вони були більш дешевими, ніж жорсткі диски (у ЗМІ згадувалося, що хоча Canon продавала приводи по 150 доларів за штуку, Джобс погодився лише по 50 в роздріб), правда вони були повільніше (з середнім часом пошуку 96 мс). Схема комп'ютера унеможливлювала переміщення файлів між комп'ютерами без використання мережі, так як кожен комп'ютер мав тільки один магнітооптичний диск і його не можна було вийняти без виключення системи. Така реалізація системи зберігання стримувала просування комп'ютерів NeXT на ринку. Магнітооптичні диски мали певні проблеми з надійністю і продуктивністю, хоча і були швидше, ніж флоппі-диски. У підсумку, магнітооптичний диск недостатньо добре підходив для того, щоб бути основним пристроєм для запуску операційної системи NeXTSTEP як з точки зору швидкості, так і ємності.
У 1989 році було досягнуто згоди з давнім торговим посередником Compaq, BusinessLand, про продажі комп'ютерів NeXT на деяких ринках у національному масштабі. Продаж через посередників була основною відмінністю від оригінальної бізнес-моделі NeXT, коли продажі велися безпосередньо студентам та інститутам. Засновником BusinessLand був Девід Норман (англ. Девід Норман), який прогнозував, що продажі NeXTComputer перевершать продажу комп'ютерів Compaq за 12 місяців.
У 1989 році Canon інвестувала в компанію 100 мільйонів доларів в обмін на 16,67 % акцій, оцінивши таким чином NeXT в 600 мільйонів доларів. Canon інвестував в NeXT з умовою, що отримає право використовувати ПЗ NeXTSTEP в робочих станціях власного виробництва, що істотно збільшило ринок для цього програмного забезпечення.
Перші комп'ютери NeXT з'явилися в магазинах в 1990 році за ціною 9999 доларів. Перший інвестор NeXT, Росс Перо, подав у відставку в 1991 році, щоб присвятити більше часу своїй компанії Perot Systems, що базується в Техасі.